# エネルギー流束
エネルギー流束またはエネルギー束（エネルギーりゅうそく、エネルギーそく、英: energy flux）は、ある対象面を通じてエネルギーの移動があるときのその面における移動の強度である。この量は、文脈に応じて2つの異なった方法で定義される。
1. 時間当たりのエネルギー移動量（国際単位系：W = J･s-1）[1]
  - 「エネルギー流」とも呼ばれる。
2. 単位面積当たり単位時間当たりエネルギー移動量（国際単位系：W･m-2 = J･m-2･s-1）
  - ベクトル量である。
  - 1番目の定義と区別するために「エネルギー流束密度（英: energy flux density）」と呼ばれることもある。
  - 放射流束、熱流束、音響エネルギー束密度[3]は、特定のエネルギー形態に対応する流束密度である。